# Antonina Iwanowna Pojarkowa
Antonina Iwanowna Pojarkowa (russisch Антонина Ивановна Пояркова; * 20. Februarjul. / 4. März 1897greg. in St. Petersburg; † 10. Oktober 1980 in Leningrad) war eine sowjetische Botanikerin.

## Leben
Pojarkowa besuchte das Jekaterina-Mädchengymnasium in Nachitschewan am Don mit Abschluss 1914. 1915 begann sie in St. Petersburg das Studium am 1903 gegründeten Kaiserlichen Pädagogischen Institut für Frauen, das nach der Oktoberrevolution das 1. Petrograder Staatliche Pädagogische Institut wurde. Dort schloss sie 1922 das Studium in der Naturwissenschaftlich-Geographischen Fakultät ab.
Bereits 1920 war Pojarkowa wissenschaftliche Mitarbeiterin in der Abteilung für lebende Pflanzen des ehemals Kaiserlichen Botanischen Gartens St. Petersburg geworden, der nun der Haupt-Botanische Garten der RSFSR war. Anfangs arbeitete sie im Laboratorium für experimentelle Ökologie bei Nikolai Alexandrowitsch Maximow. Sie führte zahlreiche Expeditionen im Kaukasus durch und legte entsprechende Herbarien an, die im Komarow-Botanik-Institut der Akademie der Wissenschaften der UdSSR (AN-SSSR) aufbewahrt werden.
1931–1936 arbeitete Pojarkowa zusätzlich im Leningrader Forschungsinstitut für Erdölgeologie, für das sie paläobotanische Untersuchungen der fossilen Flora am Aralsee, auf Sachalin, am Amur und auf Kamtschatka durchführte. 1932–1939 beriet sie gelegentlich die Staatliche Akademie für Kommunalwirtschaft in Moskau.
1936 wurde Pojarkowa auf der Basis ihrer Arbeiten zur Systematik der Bedecktsamer und zur fossilen Flora Nordasiens ohne Verteidigung einer Dissertation zum Kandidaten der biologischen Wissenschaften promoviert. In dem 30-bändigen Sammelwerk Flora SSSR der AN-SSSR (1934–1964) war sie eine der führenden Autorinnen, wofür sie 1952 zusammen mit Boris Konstantinowitsch Schischkin und Sergei Wassiljewitsch Juseptschuk den Stalinpreis im Bereich Wissenschaft II. Klasse erhielt. 1955 wurde sie ohne Verteidigung einer Dissertation zum Doktor der biologischen Wissenschaften promoviert. Für ihre erfolgreichen Arbeiten erhielt sie den Leninorden.
1969–1973 arbeitete Pojarkowa als Beraterin im Laboratorium für Systematik und Geographie der höheren Pflanzen des Komarow-Botanik-Instituts der AN-SSSR in Leningrad. 1980 schloss sie ihren Artikel über die Nachtschattengewächse für das fünfbändige Werk über die Flora des europäischen Teils der UdSSR ab.
Pojarkowa wurde auf dem Friedhof Selenogorsk neben ihren Geschwistern Wera (1898–1955) und Sergei (1898–1973) begraben.

## Nach Pojarkowa benannte Pflanzen
- Pojarkovia Askerova (1984)
- Andrachne pojarkoviae Kovatschev (1965)
- Cotoneaster pojarkovae Zakirov (1955)
- Crataegus pojarkoviae Kossych (1964)
- Fraxinus pojarkoviana V.N.Vassil. (1952)
- Galium pojarkovae Pobed. (1958)
- Hyoscyamus pojarkovae Schönb.-Tem. (1972)
- Kudrjaschevia pojarkovae Ikonn. (1972)
- Ligularia pojarkovana S.W.Liu & T.N.Ho (2001)
- Prunus pojarkovii A.E.Murray (1969)
- Salicornia pojarkovae Semenova (1956)
- Senecio pojarkovae Schischk. (1953)
- Taraxacum pojarkoviae Schischk. (1964)